# 高知市野球場
高知市野球場（こうちし・やきゅうじょう）は、高知県高知市の高知市総合運動場内にある野球場。施設は高知市が所有し、公益財団法人高知市スポーツ振興事業団が指定管理者として運営管理を行っている。略称は「高知球場」。

## 歴史
1970年代から1989年に阪急（オリックス）ブレーブスが、また1991年から2003年までは福岡ダイエーホークスが春季キャンプを開催した。2005年からはオリックス・バファローズが実質的には16年ぶりに第2次キャンプ会場として使用した。期間中、阪神タイガースとのオープン戦も1試合開催され、その他に、毎年オリックス主催でウエスタン・リーグ公式戦が2試合行われていた。
また同2005年より独立リーグの四国アイランドリーグplus・高知ファイティングドッグスの本拠地球場として使用されている。
日本生まれの韓国の野球指導者・金星根は、2007年以降指揮する野球チームの春季キャンプで本球場を使用した。まず2007年から2011年までSKワイバーンズが使用し、2012年から2014年まで高陽ワンダーズ(2014年解散)が春季キャンプを行っていた。2015年から金星根監督の指揮するハンファ・イーグルスが春季キャンプを行っていた(2017年以降は二軍のみ)。それ以外の韓国の野球チームでは2013年から2018年まで、11月にLGツインズが秋季キャンプを行っていた。
2010年8月に高知県と高知市の連携会議で、2012年春の完成をめざしてナイター設備を建設することで合意した。ナイター設備の設置工事は2011年に実施。鉄塔は高知よさこい祭りで使われる鳴子をイメージしたもので照度は内野1500ルクス・外野800ルクス、NPBの定める条件は満たさないが、社会人野球や高校野球の公式戦は実施可能である。2012年3月10日にこけら落としとして高知ファイティングドッグスと四国銀行硬式野球部の試合が実施された。
ナイター開催は可能となったが、四国アイランドリーグplusの試合においては9回未満であっても21時30分を過ぎて新しいイニングには入らず、同点の場合は引き分けとするルールが定められている。
2024年10月1日より日本トーター株式会社が、高知市総合運動場のネーミングライツを取得。野球場は「日本トーター野球場」となった。ただし、メインスタンド正面の銘板の表記は「高知市野球場」のままとなっている。

## 施設概要
- 両翼：96m、中堅：121m（2002年のよさこい高知国体の会場として使用するため両翼92m、センター116mから拡大）

外野から

球場正面

- 内野：土、外野：天然芝
- 収容人員：6,000人
- スコアボード：磁気反転式
- 照明設備：6基

## プロ野球公式戦開催実績
高知県では唯一プロ野球公式戦が開催された球場で、2018年終了時点で5試合開催。内訳はセ・リーグ3試合、パ・リーグ2試合。
- 1953年9月15日 広島カープ 2-4 読売ジャイアンツ 観衆：12,000人
- 1955年8月3日 広島カープ 0-7 中日ドラゴンズ（ダブルヘッダー第1試合） 観衆：7,000人
- 1955年8月3日 広島カープ 0-7 中日ドラゴンズ（ダブルヘッダー第2試合） 観衆：7,000人
- 1979年4月22日 阪急ブレーブス 1-1 日本ハムファイターズ 観衆：10,000人
- 1985年6月2日 阪急ブレーブス 9-0 西武ライオンズ 観衆：10,000人

## 総合運動場その他の施設
- サブグラウンド（軟式野球・ソフトボール球場）
- 体育館
- りょうまスタジアム（競輪場兼日本陸連第2種公認陸上競技場）

## 交通
- とさでん交通伊野線グランド通停留場またはとさでん交通・県交北部交通グランド通バス停下車、徒歩5分
- 高知自動車道高知インターチェンジから車で15分